# Quyền LGBT ở Belarus
Quyền đồng tính nữ, đồng tính nam, song tính và chuyển giới (tiếng Belarus: лесбіянак, геяў, бісексуалаў і трансгендараў; tiếng Nga: лесбиянок, геев, бисексуалов и трансгендеров) ở Belarus phải đối mặt với những thách thức pháp lý mà những người không phải là người LGBT không gặp phải. Cả nam và nữ hoạt động tình dục đồng giới đều hợp pháp ở Belarus. Các hộ gia đình do cặp đồng giới đứng đầu không đủ điều kiện cho các biện pháp bảo vệ pháp lý tương tự dành cho các cặp khác giới.
Hoạt động tình dục đồng giới đã được hợp pháp hóa tại Belarus vào năm 1994. Tuy nhiên, quyền của người đồng tính nữ, đồng tính nam, song tính và chuyển giới (LGBT) ở Belarus vẫn bị hạn chế nghiêm trọng và đồng tính luyến ái vẫn rất cấm kỵ trong xã hội Belarus. Nhiều người Belarus tin rằng đồng tính luyến ái là một bệnh tâm thần và nhiều người LGBT ở Belarus có xu hướng che giấu xu hướng tình dục của họ. Những người "ra ngoài" đối mặt với quấy rối, bạo lực và lạm dụng thể xác.

## Bảng tóm tắt
| Hoạt động tình dục đồng giới hợp pháp                                                                                       | (Từ năm 1994)               |
| Độ tuổi đồng ý | Yes                         |
| Luật chống phân biệt đối xử chỉ trong việc làm                                                                              | No                          |
| Luật chống phân biệt đối xử trong việc cung cấp hàng hóa và dịch vụ                                                         | No                          |
| Luật chống phân biệt đối xử trong tất cả các lĩnh vực khác (bao gồm phân biệt đối xử gián tiếp, ngôn từ kích động thù địch) | No                          |
| Luật chống phân biệt đối xử liên quan đến bản sắc giới                                                                      | No                          |
| Hôn nhân đồng giới | (Hiến pháp cấm từ năm 1994) |
| Công nhận các cặp đồng giới                                                                                                 | No                          |
| Con nuôi của các cặp vợ chồng đồng giới                                                                                     | No                          |
| Con nuôi chung của các cặp đồng giới                                                                                        | No                          |
| Người đồng tính nam và đồng tính nữ được phép phục vụ công khai trong quân đội                                              | No                          |
| Quyền thay đổi giới tính hợp pháp                                                                                           | Yes                         |
| Truy cập IVF cho đồng tính nữ                                                                                               | No                          |
| Mang thai hộ cho các cặp đồng tính nam                                                                                      | No                          |
| NQHN được phép hiến máu | No                          |